# Vigor Bovolenta
Vigor Bovolenta, född 30 maj 1974 i Rovigo, död 24 mars 2012 i Macerata, var en italiensk volleybollspelare. Bovolenta blev olympisk silvermedaljör i volleyboll vid sommarspelen 1996 i Atlanta.